# Dragutin Tomašević
Dragutin Tomašević (in serbo Драгутин Томашевић?; Petrovac na Mlavi, 20 aprile 1890 – Petrovac na Mlavi, ottobre 1915) è stato un maratoneta e ginnasta serbo che ha gareggiato ai Giochi olimpici estivi del 1912 a Stoccolma.

## Biografia
Nato nel 1890, primogenito di Stana Tomasevic e Milos, di Bistrica vicino a Petrovac, Dragutin, all'età di 15 anni si diresse verso Belgrado per proseguire gli studi ma presto si dedicò allo sport. Divenne un membro importante della Società "Dušan il Potente" dimostrando un grande talento per la ginnastica, atletica, partecipando in tutte le competizioni organizzate dal Comitato Olimpico Serbo.
Dragutin pochi anni dopo, nel 1909, decise di mostrare il suo talento sfidando un treno. Un giorno andò alla stazione ferroviaria di Požarevac e corse per 40 miglia arrivando alla stazione finale pochi minuti prima del treno stesso.
Tomasevic, per dieci volte consecutive vinse la maratona Obrenovac-Košutnjak. Questi risultati lo portarono a pensare più seriamente a cercare di partecipare ai Giochi Olimpici. Così il 27 maggio 1912 Dragutin Tomasevic del XVIII Reggimento di Fanteria, era sulla linea di partenza di una gara a Belgrado, in concorrenza con 40 atleti e il primo obiettivo arrivò dopo due ore e 52 minuti. Riuscì a qualificarsi alle olimpiadi svedesi.
Il 1º luglio 1912 prese parte alla maratona olimpica Olimpiadi, Dragutin era registrato con il numero 62 su 92 concorrenti.
Ancora oggi non risultano dati completi della gara. Secondo alcuni dati arrivò trentottesimo con un tempo di 2h 57m a 11:56 secondi dal vincitore.
Si racconta che venne ostacolato dal pubblico che lo spinse più volte nei fossi.
Nell'ottobre 1915 fu arruolato come sergente. Poco dopo fu gravemente ferito nella battaglia contro l'esercito tedesco sulla collina nei pressi di Požarevac. Morì nel paese di Rasanac, sulla strada per l'ospedale, aveva 25 anni.
Fu sepolto nel suo villaggio natale di Bistrica, nella tomba di famiglia insieme con tutti i suoi trofei sportivi. Un suo pronipote gestisce il museo a lui dedicato nella città di Petrovac na Mlavi.

## Commemorazione
In segno di gratitudine per quanto ha fatto per il suo paese, nel centro di Bistrica vi è una fontana commemorativa con la sua effigie. Qualche anno fa, è stata costruita una sala museale, che contiene di oggetti personali, una borsa con cui è andato alle Olimpiadi, fotografie di Dragutin Tomasevic.
Si svolge una gara podistica in suo onore, il "Memorial Race Dragutin Tomasevic" sotto l'egida del Comitato Olimpico Serbo.